# Lenguas saharianas
Las lenguas saharianas constituyen una pequeña familia de lenguas habladas a lo largo del Sáhara oriental, extendiéndose del noroeste de Darfur al sur de Libia, además de por el norte y centro de Chad, el este de Níger y el noroeste de Nigeria. Las principales lenguas saharianas son el kanuri, el teda, el dazaga y el zaghawa. Se considera que esta lenguas junto con otras lenguas sudánicas y nilóticas forma la familia nilo-sahariana, aunque algunos lingüistas disputan que este último grupo constituya realmente una familia filogenéticamente válida.

## Clasificación
La relación del kanuri y el tubu (tebu) ya fue reconocida por H. Barth en una carta a Karl Richard Lepsius de 1853. Más tarde, Gustav Nachtigal (1881, 200) identificó el parentesco con otras lenguas geográficamente cercanas y propuso la denominación "sahariana" para la familia de lenguas. Este mismo autor concluyó que la familia sahariana podía dividirse en una rama occidental (a la que pertenecían el kanuri y el tebu) y una rama oriental (formada por el zaghawa y el berti). Lukas (1939) delimitó definitivamente la familia mediante el término "sahariano oriental" que J. Greenberg rebautizó como "sahariano central", dividiendo la familia en tres ramas. Sin embargo los autores posteriores volvieron a la división clásica en dos ramas, esta división bipartita está bien fundamentada sobre la base del porcentaje de cognados.

### Clasificación interna
La clasificación interna basada en el porcentaje de cognados en la lista de Swadesh entre las diversas lenguas se llega a la siguiente clasificación:

|  | Bideyat                                           |
|  |                                                   |
|  | \| \| Beria \| \| \| \| \| \| Zaghawa \| \| \| \| |
|  |                                                   |
|  | Beria                                             |
|  |                                                   |
|  | Zaghawa                                           |
|  |                                                   |

|  | Beria   |
|  |         |
|  | Zaghawa |
|  |         |

|  | Bideyat                                           |
|  |                                                   |
|  | \| \| Beria \| \| \| \| \| \| Zaghawa \| \| \| \| |
|  |                                                   |
|  | Beria                                             |
|  |                                                   |
|  | Zaghawa                                           |
|  |                                                   |

|  | Beria   |
|  |         |
|  | Zaghawa |
|  |         |

|  | Kanuri  |
|  |         |
|  | Kanembu |
|  |         |

|  | Daza (Dazaga)                                                |
|  |                                                              |
|  | \| \| Tubu \| \| \| \| \| \| Tedaga (teda, tuda) \| \| \| \| |
|  |                                                              |
|  | Tubu                                                         |
|  |                                                              |
|  | Tedaga (teda, tuda)                                          |
|  |                                                              |

|  | Tubu                |
|  |                     |
|  | Tedaga (teda, tuda) |
|  |                     |

|  | Kanuri  |
|  |         |
|  | Kanembu |
|  |         |

|  | Daza (Dazaga)                                                |
|  |                                                              |
|  | \| \| Tubu \| \| \| \| \| \| Tedaga (teda, tuda) \| \| \| \| |
|  |                                                              |
|  | Tubu                                                         |
|  |                                                              |
|  | Tedaga (teda, tuda)                                          |
|  |                                                              |

|  | Tubu                |
|  |                     |
|  | Tedaga (teda, tuda) |
|  |                     |

|  | Bideyat                                           |
|  |                                                   |
|  | \| \| Beria \| \| \| \| \| \| Zaghawa \| \| \| \| |
|  |                                                   |
|  | Beria                                             |
|  |                                                   |
|  | Zaghawa                                           |
|  |                                                   |

|  | Beria   |
|  |         |
|  | Zaghawa |
|  |         |

|  | Bideyat                                           |
|  |                                                   |
|  | \| \| Beria \| \| \| \| \| \| Zaghawa \| \| \| \| |
|  |                                                   |
|  | Beria                                             |
|  |                                                   |
|  | Zaghawa                                           |
|  |                                                   |

|  | Beria   |
|  |         |
|  | Zaghawa |
|  |         |

|  | Kanuri  |
|  |         |
|  | Kanembu |
|  |         |

|  | Daza (Dazaga)                                                |
|  |                                                              |
|  | \| \| Tubu \| \| \| \| \| \| Tedaga (teda, tuda) \| \| \| \| |
|  |                                                              |
|  | Tubu                                                         |
|  |                                                              |
|  | Tedaga (teda, tuda)                                          |
|  |                                                              |

|  | Tubu                |
|  |                     |
|  | Tedaga (teda, tuda) |
|  |                     |

|  | Kanuri  |
|  |         |
|  | Kanembu |
|  |         |

|  | Daza (Dazaga)                                                |
|  |                                                              |
|  | \| \| Tubu \| \| \| \| \| \| Tedaga (teda, tuda) \| \| \| \| |
|  |                                                              |
|  | Tubu                                                         |
|  |                                                              |
|  | Tedaga (teda, tuda)                                          |
|  |                                                              |

|  | Tubu                |
|  |                     |
|  | Tedaga (teda, tuda) |
|  |                     |

### Relación con otras lenguas
Las lenguas saharianas son consideradas parte de las lenguas nilo-saharianas, aunque dicha agrupación es algo controvertida. Dentro de las lenguas nilo-saharianas, L. Bender considera que las lenguas saharianas constituyen una rama independiente sin un parentesco cercano con las otras ramas. Ehret conjetura que podría postularse una rama sahariana-saheliana, que englobara tanto a las lenguas saharianas como al grupo maba y el grupo songhay, aunque dicha hipótesis no tiene el consenso de los especialistas.

## Comparación léxica
Los numerales en diferentes lenguas saharianas son:
| GLOSA | Ber (Oriental) | Ber (Oriental) | Ber (Oriental) | Kan (Kanuri) | Kan (Kanuri)   | Kan (Kanuri) | Tu (Tebu)     | Tu (Tebu) | Tu (Tebu) | PROTO- SAHARIANO |
| GLOSA | Berti          | Bideyat        | Zaghawa        | Kanembu      | Kanuri central | PROTO- KAN   | Dazaga (Tubu) | Tedaga    | PROTO- TU | PROTO- SAHARIANO |
| ----- | -------------- | -------------- | -------------- | ------------ | -------------- | ------------ | ------------- | --------- | --------- | ---------------- |
| '1'   | sang           | néko           | nɔ́kkɔ          | tūló         | tìlo           | *tul(i)Co    | tə̀ɾɔ̌n         | tɾɔ̀ɔ́      | *turono   | *tul-            |
| '2'   | su             | sui            | súyi           | yìndí        | ìndi           | *yandi       | tʃúú          | cúː       | *cuu      | *cui~*sui        |
| '3'   | soti           | ué             | wɛɛ            | yàkú         | yàkkə          | *ʔasuku      | àɡʊ̀zʊ́ʊ́        | ògòzú     | *akuzu    | *akusu           |
| '4'   | sitti          | ešté           | ístîː          | dīyə̄u        | degə           | *dig-        | tʊ̀zɔ́ɔ́         | tʊ̀zɔ́ː     | *tuzzo    | *sui-ti-suit(?)  |
| '5'   | pi             | hué            | hóíyi          | úù           | uwù            | *vogu        | fòú           | fɔ́ː       | *fohu     | *βoɣu            |
| '6'   | duuti          | dèštè          | dɛ́stɛ́          | àràkú        | àràkkə         | *arusku      | dìsí          | dɪ̀sɪ́ː     | *dessi    | *desti           |
| '7'   | taiti          | dešté          | dístiː         | túlùr        | tulùr          | *tullor      | túrùsù        | túrùsù    | *turesiu  | *tur+siu *tur-ar |
| '8'   | kuuzi          | uèttè          | ɔ́ttɛ́           | ùskú         | wùskú          | *wusuku      | wʊ́ssʊ̀         | jʊ́sʊ̀      | *wossu    | *wasuku          |
| '9'   | kiddasi        | dišti          | dístî          | lár          | lə̀gar/ làar    | *lakkir      | jìsìí         | jìsíː     | *jissi    |                  |
| '10'  | musang         | sagoti         | sógódí         | mìyòu        | mèwu           | *mi(a)oga    | mʊ́rdə̀m        | mʊ́rdɔ̀m    | *murdom   |                  |